# Бэнкрофт, Энн (исследователь)
Энн Бэнкрофт (англ. Ann Bancroft) — американский писатель, учитель и исследователь. Первая женщина, которая успешно закончила ряд трудных экспедиций в Арктике и Антарктике. Была назначена в качестве почетного члена Зала Национальной женской славы в 1995 году.

## Биография
Энн Бэнкрофт выросла в Сент-Поле, штат Миннесота. У неё были проблемы с обучаемостью, однако она окончила школу в Сент-Поле. Бэнкрофт была кемпером и членом персонала в союзе молодёжи. Она стала инструктором по выживанию и преподавателем физкультуры.
В 1986 году она бросила преподавательскую деятельность из-за участия в «Международной экспедиции на Северный полюс Уилла Стигера». Она достигла полюс вместе с пятью другими членами команды за 56 дней, используя санки на упряжке, и стала первой женщиной, достигшей Северного полюса, пешком и на санках. В 1993 году Бэнкрофт участвовала в первой женской лыжной экспедиции на Южный полюс. И она стала первой женщиной достигшей Северного и Южного полюсов, а также первой женщиной пересекшей Гренландию на лыжах. В 2001 году Энн и норвежская путешественница Лив Арнесен стали первыми женщинами, которые пересекли Антарктику на лыжах. Достижения Бэнкрофт привели к её включению в зал Национальной женской славы США.